# Vaqif Samadoghlu
Vaqif Samadoghlu, (en azeri : Vaqif Səmədoğlu; pseudonyme, de son vrai nom Vekilov; né le 5 juin 1939 à Bakou et mort le 28 janvier 2015 à Bakou) est un poète, scénariste et dramaturge azerbaïdjanais.

## Famille
Vagif Samadoglu est né dans la famille du poète du peuple d'Azerbaïdjan, Samad Vurgun. Il est le frère de Yusif Samedoglu,l'écrivain du peuple azerbaïdjanais. Il est diplômé de l'école de musique Bulbul, puis du Samed Vurgun Conservatoire d'État d'Azerbaïdjan de U. Hajibeyov . 

## Œuvre
Il publie sa première collection littéraire au début des années 60. Des recueils de poésie réussis sont publiés dans les années 1990.Poète, écrivain auteur de pièces de théâtre. En 2000-2005, il est élu député du Milli Mejlis (parlement de l'Azerbaïdjan), membre de la commission de grâce et de la délégation parlementaire azerbaïdjanaise auprès de l'APCE.

## Mémoire
En juin 2019 le buste de Vagif Samadoglu est inauguré dans le parc de la région de Gazakh.  En outre, quelques objects lui ayant appartenu se trouvent dans la maison où son père habitait à Bakou, aujourd'hui devenue la maison-musée Samed Vurgun.